# Ana Terrón
Pour les articles homonymes, voir Terron et Berbel.
Ana Belén Terrón Berbel, née le 7 novembre 1983, est une femme politique espagnole membre de Podemos.
Elle est élue députée de la circonscription de Grenade lors des élections générales de décembre 2015.

## Biographie

### Profession
Passionnée par l'histoire de l'Espagne et de sa province, elle commence des études d'histoire à l'université de Grenade et participe aux mouvements étudiants, associatifs et sociaux de la ville. Elle se tourne ainsi vers le travail social et obtient son diplôme social , elle a notamment travaillé avec des associations d'aide à la dépendance, d'aide aux migrants et dans des quartiers présentant un risque d'exclusion sociale. Elle a été animatrice après de jeunes enfants de la ville de Grenade.

### Activités politiques
Elle se présente au Conseil citoyen national lors du premier congrès de Podemos en novembre 2014. Élue au parlement interne du parti, elle est chargée du domaine des Services sociaux. Elle est, plus tard, élue au Conseil citoyen municipal de Grenade et désignée co-porte-parole.
Elle est élue, au moyen de primaires, comme tête de liste du parti dans la circonscription de Grenade en vue des élections générales de décembre 2015,. Elle fait son entrée au Congrès des députés après que sa liste a remporté 83 650 voix et le soutien de 16,39 % des suffrages exprimés. Membre de la commission des Budgets et de la commission de la Coopération internationale pour le développement, elle est porte-parole à la commission de la Santé et des Services sociaux. Elle est, en outre, membre suppléante de la députation permanente.
Elle conserve son siège au palais des Cortes après le scrutin anticipé de juin 2016. Elle est rétrogradée porte-parole adjointe à la commission de la Santé et des Services sociaux mais promue deuxième vice-présidente de la commission de la Coopération internationale pour le développement. Elle quitte la députation permanente en juillet 2017.